# Neomyia orbitalis
Neomyia orbitalis är en tvåvingeart som först beskrevs av Stein 1913.  Neomyia orbitalis ingår i släktet Neomyia och familjen husflugor. Inga underarter finns listade i Catalogue of Life.